# 辻英之
辻 英之（つじ ひでゆき、1970年5月8日 - ）は、日本の政治家。立憲民主党所属の衆議院議員（1期）。元青森大学社会学部教授。姓の漢字は正確には部首が⻍ではなく⻌の「辻󠄀」。

## 経歴
福井県福井市出身。参議院議員、衆議院議員を務めた辻一彦の次男。兄は、福井県議会議員を務めた辻一憲。
福井県立高志高等学校を経て、1993年に北海道大学教育学部を卒業し、長野県泰阜村に移住。グリーンウッド自然体験教育センターの代表理事として、山村留学に携わる。
2018年、青森大学の客員教授となる。特任教授を経て、2022年より教授。この他、泰阜村の総合戦略推進官や、九州大学・福井県立大学・北海道教育大学・立教大学・桜美林大学などの非常勤講師を務めた。
2024年7月30日、記者会見を開き、第50回衆議院議員総選挙に立憲民主党公認で福井2区から立候補することを表明。10月15日、公示され、福井2区には、政治資金問題で自民党の公認を得られなかった高木毅、日本維新の会の斉木武志、自民党籍があり無所属の山本拓らも立候補した。10月27日、投開票が行われ、当選を果たした。

## 選挙歴
| 当落 | 選挙                   | 執行日         | 年齢 | 選挙区      | 政党       | 得票数    | 得票率 | 定数 | 得票順位 /候補者数 | 政党内比例順位 /政党当選者数 |
| ---- | ---------------------- | -------------- | ---- | ----------- | ---------- | --------- | ------ | ---- | ------------------ | ---------------------------- |
| 当   | 第50回衆議院議員総選挙 | 2024年10月27日 | 54   | 福井県第2区 | 立憲民主党 | 5万4100票 | 36.32% | 1    | 1/5                | /                            |